# Steffen M. Kühnel
Steffen M. Kühnel (* 2. September 1956 in Hamburg) ist ein deutscher Soziologe und Professor für quantitative Methoden der empirischen Sozialforschung an der sozialwissenschaftlichen Fakultät der Georg-August-Universität in Göttingen. 

## Leben
Kühnel studierte bis 1983 in Hamburg Soziologie, Sozialpsychologie, Politikwissenschaft und Informatik. 
Er war wissenschaftlicher Mitarbeiter und Assistent an der Universität Bremen, GH-Universität Siegen und dem Zentralarchiv für empirische Sozialforschung in Köln. Als Dozent arbeitete er an der Essex Summer School for Social Science Data Analysis and Collection, als Professor für empirische Sozialforschung am Institut für Politikwissenschaften der Uni Gießen. 
Seit 1998 ist er Gastprofessor an der Universität Brüssel und seit 2000 Professor für Quantitative Methoden an der Georg-August Universität in Göttingen.
Für den Lehrbetrieb hat er mehrere Einführungswerke in die Quantitative Sozialforschung veröffentlicht, darunter Einführung in die quantitative Sozialforschung und Statistik für die Sozialwissenschaften. 
Er war Dekan der sozialwissenschaftlichen Fakultät der Universität Göttingen.